# أم الصخر (جفال)
أم الصخر (بالفارسية: ام‌الصخر) هي منطقة سكنية تقع في إيران في قسم جفال الريفي. يقدر عدد سكانها بـ 109 نسمة .

## أعلام
- عباس حزباوي